# Römisch-deutscher Kaiser
Als römisch-deutsche Kaiser bezeichnet die neuere historische Forschung die Kaiser des Heiligen Römischen Reiches, das in der Forschung auch als römisch-deutsches Reich bezeichnet wird. Dies dient der Unterscheidung zu den römischen Kaisern der Antike, den Kaisern der Jahre 800 bis 924, in denen das Kaisertum an die italienische Königswürde geknüpft war, den Kaisern der Habsburger Monarchie der Periode 1806 bis 1918, dem vom Paulskirchenparlament gewählten kleindeutschen Kaiser der Deutschen und den ebenfalls kleindeutschen preußischen Kaisern des Deutschen Reichs von 1871 bis 1918.
Ausgangs- und Bezugspunkt des mittelalterlichen Kaisertums war das römische Kaisertum, das seit der Spätantike christlich geprägt war. Otto der Große nannte sich Imperator, der offizielle Titel der römisch-deutschen Kaiser lautete seit Otto II. Imperator Romanorum (Römischer Kaiser, wörtlich: „Kaiser der Römer“), verbreitet war später die Formulierung Romanorum Imperator Augustus („erhabener Kaiser der Römer“). Das römisch-deutsche Kaisertum stellte eine gesteigerte Königsherrschaft dar, wobei vor allem ideell im Rahmen der Reichsidee der Vorranganspruch des Kaisers gegenüber den anderen Königen im lateinischen Europa zumindest formal betont wurde, was aber zu Konflikten führte.

## Geschichte der BegriffeRömischer Kaiserunddeutsch

### Früh- und Hochmittelalter
Die mittelalterlichen Herrscher des Reiches sahen sich – in Anknüpfung an die spätantike universale Kaiseridee und die Idee der Renovatio imperii, der Wiederherstellung des Römischen Reichs unter Karl dem Großen – in direkter Nachfolge der römischen Caesaren und der karolingischen Kaiser. Sie propagierten den Gedanken der Translatio imperii, nach dem die höchste weltliche Macht, das Imperium, von den Römern auf das fränkisch-deutsche Reich durch Gottesgnadentum übergegangen sei.
Das Gebiet des frühmittelalterlichen Ostfrankenreichs wurde erstmals im 11. Jahrhundert als Regnum Teutonicum oder Regnum Teutonicorum (Königreich der Deutschen) bezeichnet. Bereits Otto der Große wurde 962 vom Papst zum Römischen Kaiser gekrönt, nachdem er auch den Titel eines Königs von Italien erworben hatte. Seine Nachfolger behielten diesen Anspruch bei und bestanden auf dem Recht zur Krönung zum Römischen Kaiser, das sie mit einem Krönungszug nach Italien und der Krönung durch den Papst umsetzen konnten. 1157 erscheint unter Friedrich I. erstmals der Begriff sacrum („heilig“) für das Reich, das neben dem deutschen Königreich auch das italienische und seit 1032 auch das burgundische Königreich umfasste. Die offizielle Bezeichnung als Heiliges Römisches Reich (Sacrum Imperium Romanum) ist erstmals für 1184 urkundlich belegt, nicht erst seit 1254, wovon die ältere Forschung ausging. Folgerichtig ließen dessen Herrscher sich selbst seit dem 11. Jahrhundert vor ihrer Kaiserkrönung Rex Romanorum (Römischer König, wörtlich „König der Römer“) nennen. Mit diesem Titel verbanden sie den Anspruch auf die Kaiserkrone und auf eine supranationale Herrschaft, die verschiedene Sprachgebiete umfasste: deutsche (Regnum Teutonicum), italienische (Reichsitalien), französische (Königreich Burgund) und slawische (u. a. Königreich Böhmen). Dieser Anspruch wurde vom Papsttum seit Beginn des Investiturstreits im 11. Jahrhundert zunehmend bestritten, insbesondere durch Gregor VII. in seiner Schrift Dictatus Papae, die dem Papst die Universalherrschaft über alle geistlichen und weltlichen Herrscher zusprach.
Neben den propagandistischen gab es auch heilsgeschichtliche Gründe für die Anknüpfung des römisch-deutschen Kaisertums an das antike Römische Reich. Nach mittelalterlichem Geschichtsverständnis, das vom Kapitel 7 im Buch Daniel beeinflusst ist, hatte es in der Antike nacheinander vier Weltreiche gegeben: das babylonische, das medisch-persische, das griechisch-makedonische und das römische Reich. Im Römischen Reich, in dem Jesus geboren worden war und das sich seit Kaiser Konstantin zu einem Imperium Christianum gewandelt hatte, sahen viele Gelehrte seit Augustinus die endgültige Form der weltlichen Herrschaft, in der sich das Christentum bis zum Ende der Zeiten entfalten werde. Im Reich Karls des Großen und der römisch-deutschen Könige sahen sie daher nicht den Nachfolgestaat des 476 untergegangenen weströmischen Reiches, sondern dieses Reich selbst in neuer Form.
Zwar bestand das Römische Reich im Osten mit dem Byzantinischen Reich (Ostrom) verfassungsrechtlich ununterbrochen fort. Da das Oströmische beziehungsweise Byzantinische Reich im Jahr 800 jedoch von einer Frau, der Kaiserin Irene regiert wurde, argumentierten die Vertreter der Translatio imperii-Theorie, der Kaiserthron sei vakant und damit vom Papst rechtmäßig auf Karl den Großen übertragen worden. Auf die karolingische Tradition berief sich 150 Jahre später wiederum Otto I., der mit der Annahme des Kaisertitels im Jahr 962 bewusst an die fränkische und die römische Reichsidee anknüpfte.

### Spätmittelalter

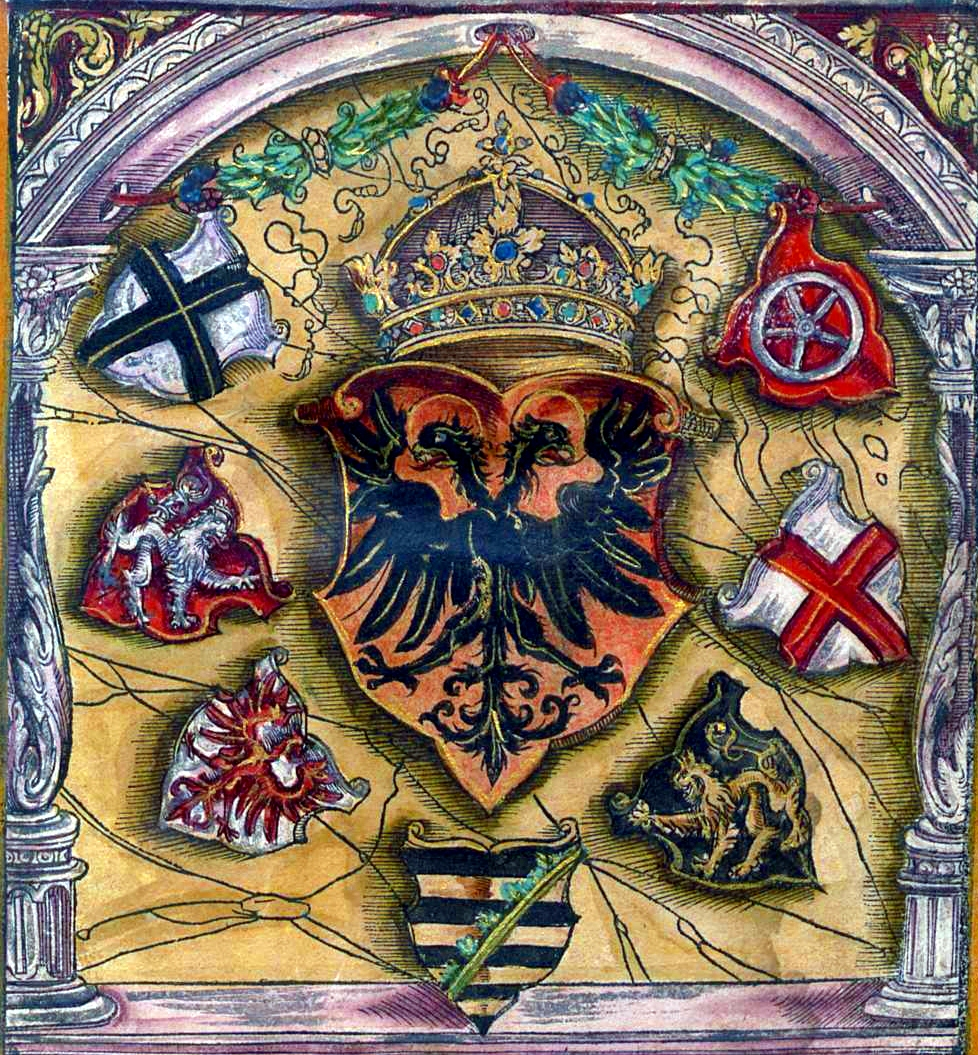
Wappen des Heiligen Römischen Reiches mit den Wappen der Kurfürsten. Fahnenbuch des Jacob Köbel (1545)

Die Reichsidee war auch noch im Spätmittelalter lebendig, als die Macht des Kaisertums bereits beträchtlich geschwunden war. Heinrich VII., den Dante fast schon panegyrisch lobte, knüpfte direkt daran an und betonte die Bedeutung des Imperiums als Universalmacht, auch im Sinne der christlichen Heilsgeschichte. Dabei bediente er sich auch des römischen Rechts (wie schon die Staufer über 100 Jahre zuvor). Das imperiale Selbstverständnis Heinrichs VII., seine Kaiseridee, rief allerdings auch den Widerstand Frankreichs und des Papstes hervor.
Der Zusatz „Deutscher Nation“ taucht in der Literatur erstmals 1438 auf, im Antrittsjahr von Albrecht II. 1486 wurde er erstmals in einem Gesetzestext erwähnt. Die Betonung des deutschen Reichsteils des Römischen Reiches verstärkte sich seit Ende des 15. Jahrhunderts, als die Macht des Kaisers in Reichsitalien de facto nicht mehr ins Gewicht fiel und sich im Wesentlichen auf das deutsche Herrschaftsgebiet beschränkte. Auch im Abwehrkampf gegen Karl den Kühnen von Burgund wurde diese Terminologie verwendet. Im 17. Jahrhundert kam sie wieder außer Gebrauch.
Im Reich setzte sich mehr und mehr die Ansicht durch, dass der König (bzw. zukünftige Kaiser) von den Kurfürsten gewählt würde, der dann entweder vom Papst zum Kaiser gekrönt wurde oder – ab der Frühen Neuzeit – ohne Bestätigung durch den Papst in das Kaiseramt nachrückte. Das Papsttum hingegen hatte im Mittelalter immer darauf bestanden, dass es über die „Eignung“ des Kaisers selbst entscheiden könnte – was im Reich auf erheblichen Widerstand stieß (siehe Staufer). Der offizielle Königstitel bis zur Ottonenzeit lautete Rex Francorum („König der Franken“) im Regnum Francorum orientalium („Königreich der östlichen Franken“), danach Rex Romanorum („König der Römer“, Römisch-deutscher König).
Nach der Kaiserkrönung wurde die Titulatur um den Zusatz semper Augustus ergänzt, der aber teilweise auch schon vor der Kaiserkrönung gebraucht wurde. Dieser Titel wurde als „allzeit Mehrer des Reiches“ verdeutscht, da man Augustus vom lateinischen Verb augere („vermehren, vergrößern“) ableitete, aber unkorrekt interpretierte, da Augustus hier als „Erhabener“ zu verstehen ist. Der Begriff Mehrer stand dabei für die Pflicht des Herrschers, die Rechte des Imperiums zu schützen und zu erhalten. Konkret bedeutete dies, dass der Kaiser die Entfremdung von Reichsrechten wie Regalien (wie in Italien) oder den Verlust von Gebieten (wie im westlichen Grenzraum an Frankreich) zu verhindern hatte.

### Neuzeit

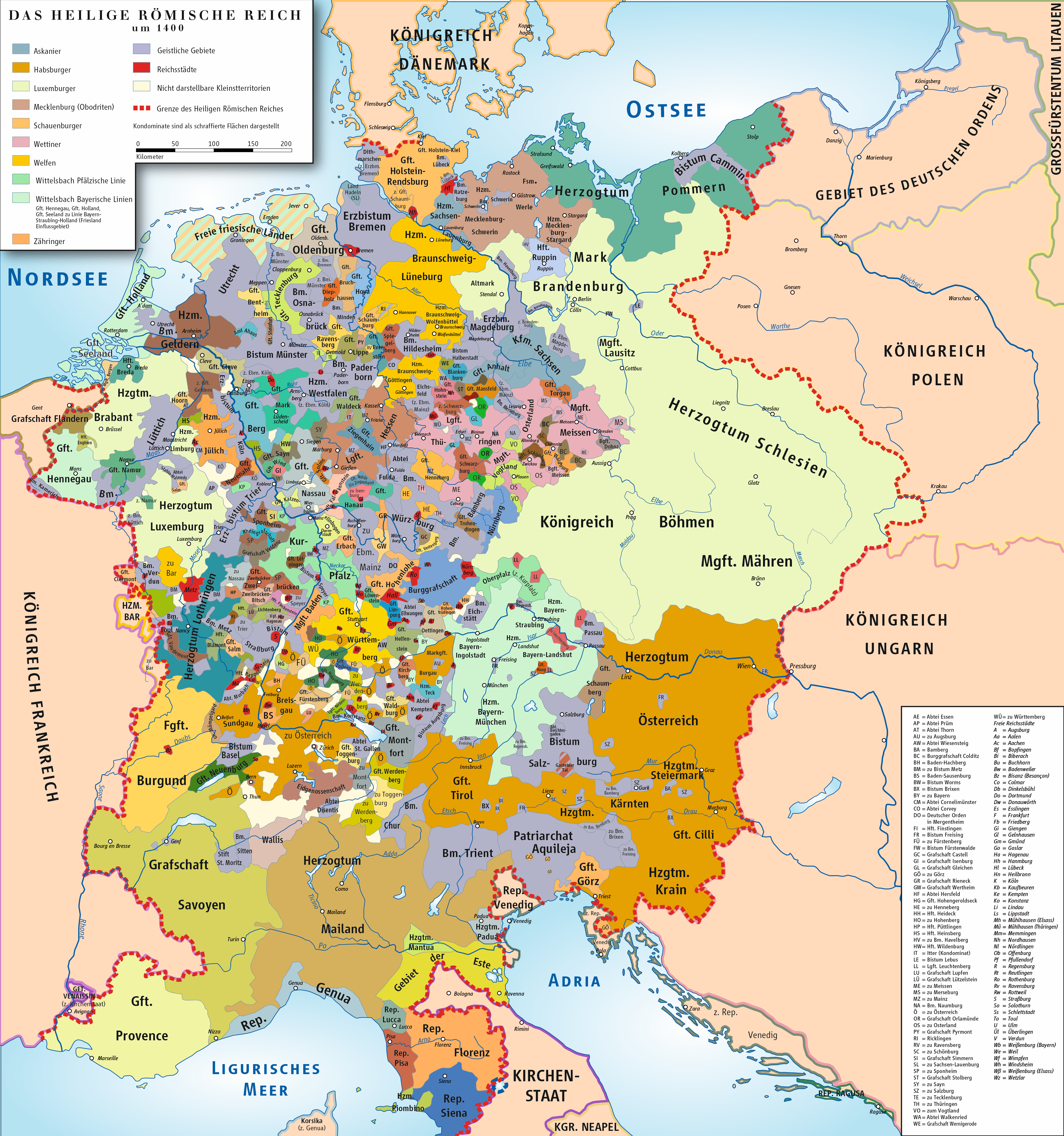
Das Heilige Römische Reich um 1400

Seit der Annahme des Titels Erwählter Römischer Kaiser durch Maximilian I. (1508) wurde dieser von allen nachfolgenden römisch-deutschen Königen beim Antritt der Alleinherrschaft und der offiziellen Krönung verwendet, etwa durch Karl V. 1520. Auf eine Krönung durch den Papst wurde fortan verzichtet, mit Ausnahme Karls V., der sich 1530 nachträglich durch den Papst in Bologna krönen ließ.
Seit Maximilian I. führte der Kaiser den Titel divina favente clementia electus Romanorum Imperator, semper Augustus („von Gottes Gnaden erwählter Kaiser der Römer, zu allen Zeiten Mehrer des Reichs“) und in einem Nebentitel Germaniae Rex („König in Germanien“). 
Das Haus Habsburg, das seit der Wahl Albrechts II. im Jahr 1438 ununterbrochen die deutschen Könige und Kaiser gestellt hatte, erlosch 1740 im Mannesstamm mit Kaiser Karl VI. Die Habsburgischen Erblande, wozu die Anwartschaften auf die Wahl-Königsthrone Ungarns und Böhmens zählten, fielen an seine älteste Tochter Erzherzogin Maria Theresia. Bereits vor dem Tod Karls VI. kam die Frage auf, ob diese ihm auch als Wahlkaiserin des Heiligen Römischen Reiches nachfolgen könne. Dazu schrieb der Staatsrechtler Johann Jacob Moser im Jahr 1738: „Das Frauenzimmer endlich ist zwar weder durch ein Reichs-Gesetz, noch durch Reichs-Herkommen, von der Kayser Würde ausgeschlossen, wird sich aber doch schwerlich jemals eine Hoffnung dazu machen dörffen.“ Seine Prognose bestätigte sich, als 1742 der bayerische Kurfürst Karl Albrecht als Kaiser Karl VII. und nach dessen Tod 1745 Maria Theresias Ehemann Franz Stephan von Lothringen zu Kaisern gewählt wurden. 
Nachdem sich Napoleon Bonaparte selbst zum Kaiser der Franzosen proklamiert hatte, rief sich der letzte Kaiser Franz II. am 11. August 1804 als Franz I. zum Kaiser von Österreich aus, um einem Statusverlust vorzubeugen und die Kaiserkrone der Habsburger weiterzuführen. Durch die Gründung des Rheinbundes unter französischem Protektorat und unter dem Druck eines französischen Ultimatums sah sich Franz II. gezwungen, am 6. August 1806 die römisch-deutsche Kaiserkrone niederzulegen. Aus Sorge, dass die Reichskrone in französische Hände gelangen könnte und die österreichischen Länder durch die lehnsrechtliche Bindung an das Reich de jure unter napoleonische Herrschaft gelangen könnten, löste er das Reich als Ganzes auf, womit er seine Kompetenzen als Reichsoberhaupt überschritt.

## Selbstbezeichnung durch Franz II.
Der Titel des römisch-deutschen Kaisers ist zumindest einmal auch offiziell vom Kaiser selbst verwendet worden, nämlich in der Urkunde, mit der sich Franz II. 1804 die erbliche österreichische Kaiserwürde schuf. Dort spricht er sowohl vom „römisch-deutschen Reiche“ als auch von sich als einem „römisch-deutschen Kaiser“. Er dankte am 6. August 1806 ab und es gab keine Nachfolge.